# Kattegattgymnasiet
Kattegattgymnasiet – szwedzka szkoła średnia znajdująca się w trzech miejscach w Halmstad. Najstarsze budynki szkoły pochodzą z lat 60. i 70. XX wieku. Dyrektorem szkoły jest Susanna Härenstam.
W szkole uczył się między innymi szwedzki muzyk Basshunter